# Калуди Калудов
Калуди Купенов Калудов, български оперен певец със световна слава.

## Биография
Калуди Калудов е роден на 15 март 1953 г. в село Любен Каравелово, Варненско..
През 1978 г. завършва оперно пеене в Държавната музикална академия – София в класа на доц. Лиляна Жабленска и продължава да се развива като тенор като ученик на известния наш певец и музикален педагог Никола Николов. Дебютът му като певец е през 1978 г. в ролята на Алфред в операта Травиата на Джузепе Верди.
От 80-те години международната кариера на Калуди Калудов е възходяща и той е нареждан от ценителите на операта в челото на тенорите в света. Пял е във Виенската Щатс Опер, Ла Скала, Лисео (Барселона), Ковънт Гардън, Метрополитън и други световни оперни театри. Изпълнявал е главните тенорови партии в опери на Верди, Пучини, Маскани, Бизе, Леонкавало и др. Партнирал е на изпълнители от световна класа и е работил с диригенти от световна величина, като Рикардо Мути, Фабио Луизи, Клаудио Абадо. В репертоара му има редица партии от оратории и концертни изпълнения.
От 1990 г. живее за постоянно в Полша и пее в най-големия полски оперен театър Театр Велки във Варшава. През 1992 г. създава и е артистичен директор на Фестивала за вокална музика Viva el canto в полския град Чешин. От 2003 г. е преподавател в Музикалната академия на Катовице. След 1994 г. Калуди Калудов ръководи няколко майсторски класа в Полша, Италия и България.
Има записи в най-големите звукозаписни компании. На полския музикален пазар е особено популярен дискът му „О, звезда Витлеемска“, за който е лауреат на Златна плоча.
До 4 август 2010 г. е директор на ОФД – Пловдив.

## Личен живот
Калудов има два брака и пет деца. Женен е за полското сопрано Анна Дитри. Двамата имат син – Калоян, роден на 12 октомври 2015 г., който е първо дете за Дитри и пето за Калудов. Предишният брак на Калудов пак е с полякиня.

## Участия
- 47-о издание на „Международния фестивал на камерната музика“, Пловдив – 2011 г. Концерт на Калуди Калудов – тенор в дуо с Ромео Смилков – пиано (в изпълнение на авторски концерт на Николай Стойков)[2].